# Dusona augasma
Dusona augasma är en stekelart som först beskrevs av Gupta 1976.  Dusona augasma ingår i släktet Dusona och familjen brokparasitsteklar. Inga underarter finns listade i Catalogue of Life.